# Empfingen
Empfingen település Németországban, azon belül Baden-Württembergben. Lakosainak száma 4321 fő (2023. december 31.).

## Népesség
A település népessége az elmúlt években az alábbi módon változott:
| Lakosok száma | 2682 | 4026 | 4038 | 4201 | 4286 | 4321 |
|               | 1975 | 2017 | 2019 | 2021 | 2022 | 2023 |